# Joaquín Prats Cuevas
Joaquín Prats Cuevas (Valencia, 21 de marzo de 1949) es un historiador y didacta de la Ciencias sociales especializado en la Didáctica de la Historia , en el análisis de los sistemas educativos y en la historia de las universidades. Conocido por su defensa de la historia en el sistema educativo y por la renovación de los métodos de enseñanza de esta disciplina. También destacado por sus estudios sobre evaluación y calidad educativa. Actualmente es investigador, catedrático emérito del área de Didáctica de las Ciencias Sociales en la Universidad de Barcelona y presidente del Ateneu UB.

## Biografía
Licenciado en Filosofía y Letras en 1972 en la Universidad Literaria de Valencia, con una tesis de licenciatura titulada “La Derecha Regional Valenciana 1931-1933”. En 1974 ganó por oposición nacional una plaza de Catedrático de Geografía e Historia de Instituto de Enseñanza Media y fue destinado al instituto de educación secundaria Eugeni D’Ors de Badalona, donde posteriormente se desempeñó como secretario académico y director.
En 1987 se doctoró en Historia Moderna por la Universitat de Barcelona con la Tesis Doctoral: “La Universidad de Cervera en el siglo XVIII”. Fue Profesor Titular de universidad de Historia Moderna Universal y de España en la Facultad de Letras de la División VI de la misma universidad en el Campus de Lleida.
En 1995, Prats fue nombrado el primer Catedrático de Universidad del área de Didáctica de las Ciencias Sociales en la Universitat de Barcelona. En 2019, se le concedió la condición de catedrático emérito de esta universidad.

### Premios y reconocimientos
En 2016, fue condecorado al Mérito Académico por la Universidad Estatal de Milagro (Ecuador) e investido doctor honoris causa por la Universidad de Murcia (España). En 2019 se le concedió el título de catedrático emérito de la Universitat de Barcelona.

## Carrera profesional
Joaquín Prats Cuevas ha sido parte integral en la dirección de diversas revistas enfocadas en la didáctica y la enseñanza de las Ciencias Sociales:
- Iber. Didáctica de Geografía, Historia y Ciencias Sociales (1994-2015)
- Aula Historia Social (1998-2008)
- Enseñanza de las Ciencias Sociales-Revista de Investigación (2002-2019)

Además, se desempeñó como director de la colección de libros Milenio-Educación, y director científico de la colección de libros de divulgación Biblioteca Básica de la Historia de la Editorial Anaya con más de cien títulos publicados.
Entre sus contribuciones significativas en el ámbito de los materiales didácticos, destacan los proyectos de innovación "Germania 75" y "Historia 13/16", desarrollados junto con otros colegas. Estos proyectos fueron publicados y aplicados en numerosos centros escolares, representando un cambio importante en la manera de enseñar la historia en la educación secundaria. Además, ha publicado, en colaboración con otros autores, veinticinco libros de texto para Educación Primaria y Secundaria, que propusieron una renovación radical de este tipo de manuales.
En el ámbito de las publicaciones de historia, se destacan sus contribuciones sobre la historia de las universidades del siglo XVIII español, en particular las referentes a la Universidad de Cervera y el papel del reformismo borbónico del setecientos.
Sus aportaciones más numerosas se centran en la didáctica de la historia y otras ciencias sociales, contenidas en artículos en revistas científicas y en libros. Los temas más tratados son la importancia de la disciplina histórica en la formación escolar y, en general, de la conciencia crítica ciudadana. Además, ha elaborado obras que explican métodos de renovación y de innovación de la metodología didáctica para enseñar esta disciplina, especialmente en la educación secundaria. También ha dedicado varias de sus publicaciones más conocidas a la definición epistemológica de la investigación en didáctica de la historia y propuestas de líneas y metodologías de investigación.
También ha dirigido publicaciones resultado de estudios institucionales del sistema educativo, entre las que destacan las evaluaciones de la Educación Primaria en Cataluña o del Informe del Estudios PISA del año, entre muchas otras publicaciones referidas a esta temática.

## Actividad científica y académica
Joaquín Prats Cuevas ha contribuido con más de 300 publicaciones a lo largo de su carrera. Sus contribuciones se desglosan de la siguiente manera: 104 artículos científicos o de divulgación académica, 84 libros o capítulos de libros de contenido científico y académico, 66 libros de texto y materiales didácticos, y 46 otras publicaciones incluyendo artículos en periódicos o revistas de divulgación.
Ha sido Investigador Principal en 10 proyectos competitivos de investigación, y ha dirigido o codirigido 21 tesis doctorales. También ha participado en 82 tribunales de tesis doctorales. Desde 2005, lidera el grupo de investigación consolidado DHiGeCs (Didàctica de la Història, la Geografia i altres Ciències Socials) de la Universitat de Barcelona.
En el ámbito editorial, Prats Cuevas ha tenido una participación activa, siendo miembro actual de los consejos científicos de 15 revistas, codirector de 3 revistas, y director actual de 2 colecciones de libros.
Entre 2015 y 2019, fue miembro de la Comisión Gestora de la Universidad Nacional de Educación de la República de Ecuador. La UNAE es una nueva universidad pública creada por el gobierno de Ecuador, siendo presidente Rafael Correa Delgado. Esta universidad se dedica exclusivamente a la educación, siendo considerada una de las cuatro instituciones clave para renovar el panorama universitario ecuatoriano.
Prats Cuevas ha sido invitado a centros académicos alrededor del mundo para realizar conferencias y colaboraciones, incluyendo la Universidad Pontifica de Valparaíso (Chile), la Universidad Metropolitana de Santiago de Chile, la Universidad Nacional General San Martín (Argentina), la Universidad Nacional Autónoma (Nicaragua), la Universidad Pedagógica Nacional (México), la Universidad Federal do Paraná (Brasil), y la Universidad Nacional de Bogotá (Colombia).